# Titán (batiscafo)
El Titán (anteriormente llamado Cíclope 2) fue un batiscafo experimental que implosionó el 18 de junio de 2023, mientras transportaba turistas para visitar el pecio del Titanic. El sumergible fue creado y operado por OceanGate. Fue el primer sumergible de propiedad privada con una profundidad máxima declarada de 4.000 m, y el primer sumergible tripulado completado con un casco construido de titanio y materiales compuestos de fibra de carbono.
Después de realizar pruebas con inmersiones a su profundidad máxima prevista en 2018 y 2019, el casco compuesto original del Titán sufrió daños por fatiga y fue reemplazado en 2021. Ese año, OceanGate comenzó a transportar a clientes que pagaban para visitar el naufragio del Titanic, completando varias inmersiones en el lugar del naufragio en 2021 y 2022. Durante la primera expedición del sumergible en 2023, los cinco ocupantes murieron cuando el Titán implosionó. OceanGate perdió contacto con el Titán y se puso en contacto con las autoridades más tarde ese día después de que el sumergible no regresó a tiempo. Se inició una masiva operación internacional de búsqueda y rescate que finalizó el 22 de junio, cuando se descubrieron restos de Titan a unos 500 metros del arco del Titanic.

## Antecedentes
Desde el descubrimiento de los restos del Titanic en 1985, se han realizado visitas limitadas al pecio, incluidos los batiscafos Mir de clase rusa (fabricados en Finlandia) en la década de 1990, que capturaron las imágenes de las escenas de apertura de la película epónima de 1997.
Después de llevar a turistas al pecio del Andrea Doria en 2016, Stockton Rush dijo: «solo hay un pecio que todo el mundo conoce... si le pides a la gente que nombre algo bajo el agua, va a ser tiburones, ballenas, Titanic». El Titán se utilizó para varias expediciones de reconocimiento del lugar del naufragio del Titanic, comenzando en 2021. Rush declaró que Titán podría usarse para explorar el campo de escombros y que los escaneos precisos podrían usarse para construir un modelo 3D del pecio.

## Características
El Titán medía 670 cm × 280 cm × 250 cm y pesaba 9.525 kg con una carga útil máxima de 685 kg (1.510 lb). Se movía a hasta 3 nudos (5,6 km/h) usando cuatro propulsores eléctricos, dispuestos dos horizontales y dos verticales. Según OceanGate, la nave llevaba suficiente oxígeno para sustentar a cinco personas durante 96 horas.
Todo el compartimento de presión para la tripulación utilizaba cinco componentes principales: dos tapas hemisféricas de titanio, dos anillos de interfaz de titanio a juego y el casco cilíndrico de fibra de carbono enrollada de 142 cm (56 pulgadas) de diámetro interno y 2,4 m (7,9 pies) de largo. Además del compartimento de la tripulación, el Titán incluía una estructura de patín de aterrizaje y una carcasa exterior de fibra de vidrio que cubría el equipo mecánico; tanto el patín como la carcasa estaban atornillados a los anillos de interfaz de titanio.  
Los cálculos de OceanGate mostraron que el cilindro que formaba la sección central del compartimento de la tripulación debería tener un espesor de pared de 114 mm (4,5 pulgadas), que redondearon a 127 mm (5,0 pulgadas); consistía en 480 capas alternas de tela unidireccional preimpregnada, colocada en la dirección axial, y filamento enrollado húmedo, colocado en la dirección de aro. Spencer completó el diseño y ensamblaje del cilindro en 2017 después de curarlo a 137 °C durante 7 días.
Cada tapa de titanio tenía un espesor de pared de 83 mm. Un anillo de interfaz estaba unido a cada extremo del casco cilíndrico, y las tapas estaban atornilladas a los anillos de interfaz. Las penetraciones para cables externos pasaban por los anillos de interfaz. La tapa delantera estaba equipada con una ventana acrílica de 380 mm de diámetro, con forma de tronco de cono de 180 mm de espesor. Según Rush, sobresaldría en la cabina 19 mm (3⁄4 pulgadas) durante las inmersiones.  
Una vez que los ocupantes estaban a bordo, la escotilla se cerraba y atornillaba desde el exterior; no había forma de abrir la escotilla desde dentro de la nave. Además, no había un sistema de posicionamiento a bordo; el barco de apoyo que monitoreaba la posición del Titán con respecto a su objetivo enviaría mensajes de texto al Titán proporcionando distancias y direcciones.

## Construcción
OceanGate comenzó a desarrollar un submarino de fibra de carbono compuesto y casco de titanio en colaboración con el Laboratorio de Física Aplicada de la Universidad de Washington (APL-UW) en 2013, provisionalmente llamado Cíclope 2; los primeros componentes estructurales de titanio se encargaron en diciembre de 2016 a Titanium Fabrication Corp. (TiFab), y OceanGate firmó un contrato con Spencer Composites en enero de 2017 para el cilindro de compuesto de carbono.

## Operaciones turísticas alrededor del Titanic
Las inmersiones del Titán al Titanic tuvieron lugar durante excursiones de varios días organizadas por OceanGate. Los pasajeros y la tripulación embarcarían en el barco de apoyo desde San Juan de Terranova, y navegarían hacia el sur durante dos días hasta llegar a la ubicación de los restos del Titanic. El barco de apoyo permaneció estacionado sobre el lugar del naufragio durante cinco días, durante los cuales se intentaron inmersiones al Titanic a bordo del Titán. Generalmente se intentaban dos inmersiones durante cada excursión, aunque muchas inmersiones se cancelaron o abortaron antes de llegar al Titanic debido al mal tiempo o fallas técnicas. Los dos últimos días de la excursión se dedicaron a navegar de regreso al puerto.
Los pasajeros que no formaban parte de la tripulación fueron denominados «especialistas de misión» por OceanGate. Los especialistas de misión pagaron por sus plazas o fueron invitados, como periodistas o youtubers. Cuando OceanGate anunció sus planes iniciales para las expediciones al Titanic en 2017, cada asiento de turista tenía un precio de 105.129 $, un precio que OceanGate eligió porque era el costo del billete para la suite Vanderbilt en el Titanic en 1912, ajustado por inflación. Los clientes que pagaron más tarde desembolsaron hasta 250.000 $ por la excursión. OceanGate no ofrecía reembolsos. Si la inmersión de un cliente se cancelaba, se le ofrecía un lugar en una excursión el verano siguiente de forma gratuita si la inmersión se había cancelado debido a problemas técnicos, y a mitad de precio si la inmersión se había cancelado debido a condiciones meteorológicas.
Las pruebas continuas del innovador casco impidieron las operaciones en 2018. Para 2019, el costo de un billete en el Titan para ver el Titanic había subido a 125.000 $; 54 turistas se habían apuntado para uno de los seis viajes que estaban programados para comenzar el 27 de junio, pero esos planes se retrasaron hasta 2020 porque no se pudieron obtener los permisos para el buque de apoyo en superficie. La operación propuesta involucraba al MV Havila Harmony (navegando bajo una bandera no canadiense), y habría violado la Ley de Comercio Costero, que prohíbe a los buques con bandera extranjera realizar viajes comerciales con puertos de origen y destino en Canadá, análogo a la Ley Jones de los Estados Unidos. En enero de 2020, el casco original fue degradado a una profundidad máxima de 3.000 metros (9.800 pies) después de encontrar signos de fatiga, y la pandemia de COVID-19 en los Estados Unidos retrasó la adquisición de filamento de fibra de carbono necesario para construir un casco de reemplazo. En noviembre de 2020, Rush anunció que el primer viaje al Titanic se retrasaría hasta mayo de 2021.

## Inmersiones e intentos de inmersión alrededor del Titanic

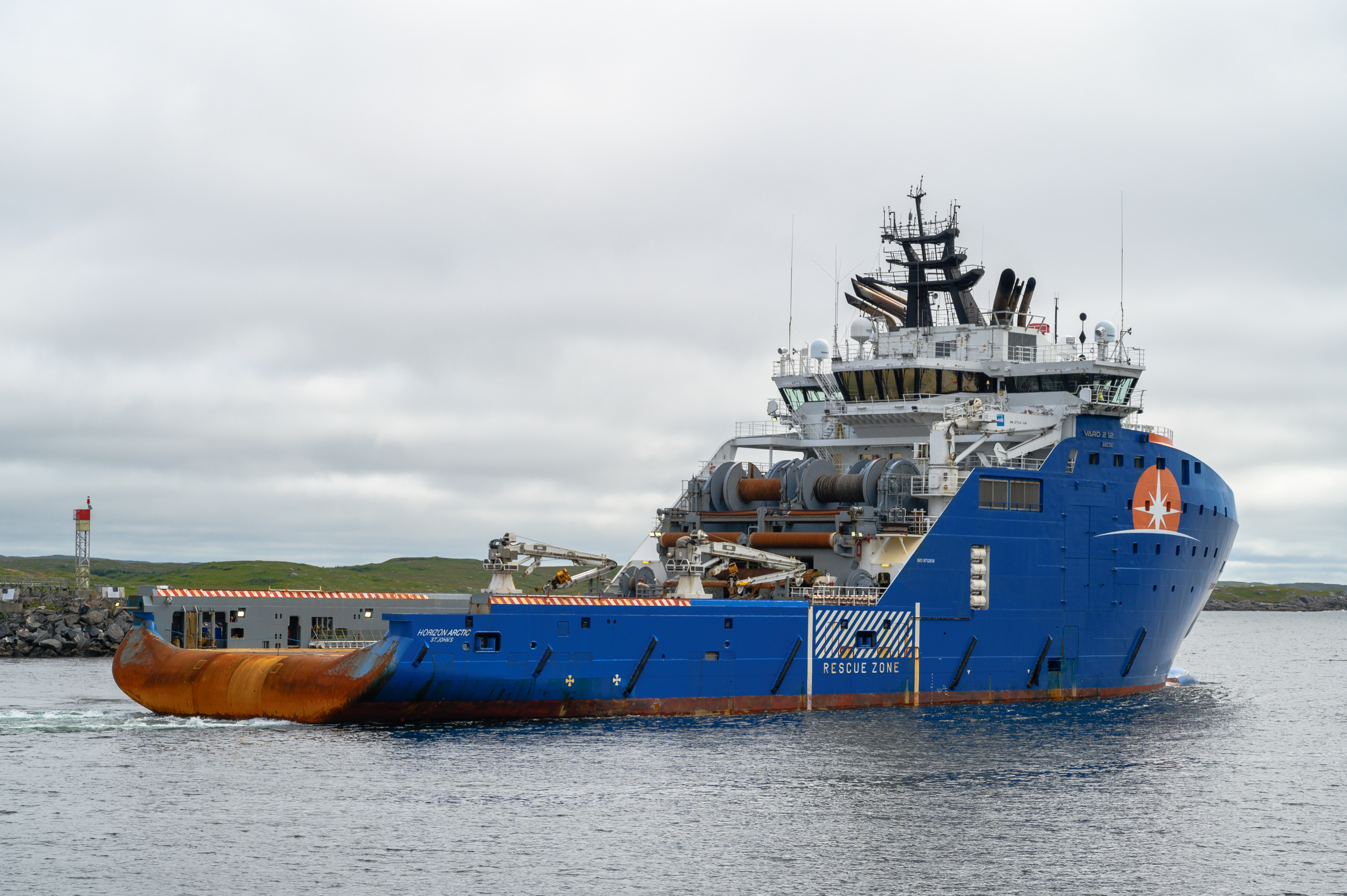
Horizon Arctic en Port aux Basques (agosto de 2022)

### 2021
OceanGate organizó cinco excursiones al Titanic durante 2021. Para la temporada 2021, OceanGate seleccionó al AHTS Horizon Arctic, con bandera canadiense, como el buque de apoyo en superficie.
Durante una inmersión fallida en 2021, el Titán quedó atrapado en el fondo del océano durante al menos cuatro horas debido a problemas mecánicos y no pudo ascender a la superficie ni llegar a los restos del Titanic. Los pasajeros a bordo de esta inmersión pasaron 20 horas dentro del Titan antes de llegar a la superficie y poder salir del sumergible. Un pasajero a bordo de esta inmersión le dijo al Vancouver Sun en 2023: «Realmente lo pasé muy bien en ese viaje en barco, a pesar de que nos quedamos atrapados en el fondo».

### 2022
En 2022, OceanGate organizó nuevamente cinco excursiones al Titanic. Horizon Arctic volvió a servir como el buque de apoyo para las inmersiones planificadas.
El pasajero Alan Estrada llegó al Titanic a bordo del Titán el 2 de julio de 2022 y documentó la experiencia en su canal de YouTube. Estrada describió su inmersión como «una de las más exitosas», ya que pudo navegar rápidamente hasta los restos del Titanic y pasó 4 horas en exploración. El periodista David Pogue y miembros del equipo de CBS News participaron en la cuarta excursión al Titanic de OceanGate en 2022, que tuvo lugar entre el 9 y el 17 de julio. Pogue subió a bordo del Titán, pero su inmersión al Titanic fue cancelada. La otra inmersión que tuvo lugar durante la excursión de Pogue tampoco llegó al Titanic debido a fallos técnicos.

### 2023
Para la expedición de estudio de 2023, OceanGate aseguró el MV Polar Prince como su barco de apoyo y planeó comenzar las excursiones en mayo. Según Rush, el barco de apoyo fue cambiado debido a que el costo de alquilar el Horizon Arctic había aumentado a 200.000 dólares por semana. Debido al cambio al Polar Prince, la plataforma de lanzamiento y recuperación necesitó ser remolcada al lugar, en lugar de ser transportada a bordo. El periodista Arnie Weissmann participó en la segunda excursión, llamada «Misión 2» por OceanGate, que estaba programada para partir el 20 de mayo de 2023. Durante la excursión de Weissmann, no se realizaron inmersiones que llegaran al Titanic.

## Implosión
El 18 de junio de 2023, se perdió el contacto con el Titán durante la primera inmersión de ese año para ver los restos del Titanic en el océano Atlántico Norte, a unos 740 km al sureste de la costa de Terranova. El batiscafo llevaba a los turistas Hamish Harding, Shahzada Dawood y su hijo Suleman Dawood, el experto en el Titanic Paul-Henri Nargeolet y el fundador de OceanGate, Rush, que era el piloto. Después de que el submarino se retrasó en regresar, comenzaron extensos esfuerzos de búsqueda y rescate. El 22 de junio de 2023, se confirmó que el Titán había implosionado, probablemente durante el descenso, matando instantáneamente a los cinco ocupantes a bordo. La causa exacta sigue bajo investigación, aunque los expertos creen que los materiales utilizados para construir la nave podrían haberse agrietado bajo la presión de las profundidades del mar.